# Saint-Usuge
Saint-Usuge è un comune francese di 1 206 abitanti situato nel dipartimento della Saona e Loira nella regione della Borgogna-Franca Contea.

## Società

### Evoluzione demografica
Abitanti censiti